# Giovanni di Sassonia (astronomo)
Giovanni di Sassonia o Giovanni Dank o Danck (fl. XIV secolo) è stato un astronomo e astrologo tedesco, che ha insegnato per la maggior parte della sua carriera, dal 1327 al 1355, all'Università di Parigi.
Discepolo di Giovanni di Linières, nel 1327 ha aggiunto delle importanti spiegazioni ed istruzioni alle Tavole alfonsine nei suoi Canoni de l'Eclissi. Nei Canoni, Giovanni divide il giorno in sessanta parti, rappresentando il tempo utilizzando frazioni e multipli sessagesimali del giorno. È in questa forma che le Tavole alfonsine sono state diffuse nell'Europa occidentale nei seguenti tre secoli.
Tra i suoi altri contributi ci sono il Libro de l'Astrolabio, un commentario all'Introduzione all'arte dei giudizi delle stelle di Alcabizio, undici edizioni stampate, ed un Almanacco per gli anni compresi tra il 1336 ed il 1380, calcolato per il meridiano di Parigi utilizzando le Tavole alfonsine.